# Baltasar Saldoni
Baltasar Saldoni y Remendo, född den 4 januari 1807 i Barcelona, död den 3 december 1889i Madrid, var en spansk musiker och skriftställare.
Saldoni studerade i Barcelona, Madrid och Paris samt blev vid musikkonservatoriets i Madrid stiftande 1830 sånglärare, 1840 professor där. Saldoni debuterade med operetten El triunfo del amor (1826). Hans operor Ipermestra (1838) och Cleonice, regina di Siria (1840) spelades med bifall på de flesta operascener i Spanien. Saldoni ställde sig därefter i opposition mot den italienska riktningen och strävade att skapa en nationell opera med Boabdil, ultimo rey mor o de Granada, som emellertid mötte motstånd och aldrig kom till uppförande. Han komponerade vidare zarzuelas, ett Stabat mater (1842), Miserere (1843), motetter, hymner, symfoni, orgelsaker, pianostycken, visor med mera. Han utgav läroböcker för sångundervisningen och författade bland annat Diccionario biográfico-bibliográfico de efemérides de músicos españoles (1868-81), ett arbete av mångårig oförtröttad forskning och av högt värde.